# SimilarWeb
Similarweb Ltd. là công ty thông tin thị trường kỹ thuật số dành cho khách hàng doanh nghiệp và doanh nghiệp vừa và nhỏ (SMB) - do Or Offer sáng lập năm 2007. Nền tảng Similarweb cung cấp dịch vụ phân tích trang web, cũng như thông tin về hiệu suất và lưu lượng truy cập website của khách hàng và đối thủ cạnh tranh.

## Lịch sử
Similarweb được thành lập vào năm 2007 bởi Or Offer tại Tel Aviv, Israel. Đến năm 2009, công ty thu hút sự chú ý của giới truyền thông và nhà đầu tư quốc tế khi nhận được đầu tư từ quỹ SeedCamp. Similarweb huy động được vòng Series A trị giá 1,1 triệu đô la. SimilarSites, tiện ích mở rộng giúp người dùng tìm kiếm các trang web tương tự như những trang họ đang truy cập, được ra mắt vào cuối năm đó.
Ngày 24/09/2013, công ty kết thúc vòng Series B do David Alliance, Moshe Lichtman dẫn đầu với sự tham gia của nhà đầu tư hiện tại Docor International Management.
Ngày 24/02/2014, gã khổng lồ truyền thông Nam Phi Naspers đã đầu tư 18 triệu đô la vào Similarweb và dẫn đầu vòng Series C của họ.
Trong vòng một tháng, Similarweb sử dụng một phần vốn để mua lại công ty sơ khai TapDog của Israel với giá vài triệu đô la bằng cổ phiếu và tiền mặt, chưa đầy một năm sau khi TapDog được thành lập.
Tháng 11/2014, Similarweb huy động được 15 triệu đô la trong khoản đầu tư Series D.
Tháng 7/2015, Similarweb mua lại nhà phát triển nền tảng khám phá nội dung Swayy.
Ngày 10/12/2015, Similarweb thông báo về việc mua lại Quettra, startup trí tuệ di động có trụ sở tại Thung lũng Silicon, để mở rộng hoạt động kinh doanh trên nền tảng di động.
Tháng 7/2017, công ty công bố chương trình tài trợ trị giá 47 triệu đô la do Tập đoàn Viola, Saban Ventures dẫn đầu - với sự tham gia của CE Ventures và các nhà đầu tư hiện tại.
Tháng 5/2021, Similarweb ra mắt công chúng trên NYSE với mức định giá 1,6 tỷ đô la.
Tháng 10/2021, Similarweb giành được giải thưởng "Nhà cung cấp dữ liệu thay thế tốt nhất" tại Hedgeweek Americas Awards 2021.
Tháng 11/2021, Similarweb mua lại "Embee" để mở rộng tập dữ liệu người dùng di động.
Vào tháng 3 năm 2024, Sameweb đã mua lại Admetricks để mở rộng việc cung cấp thông tin quảng cáo.

## Dịch vụ xếp hạng trang web
Similarweb xếp hạng các trang web và ứng dụng dựa trên số liệu về lưu lượng truy cập và mức độ tương tác. Thứ hạng được tính toán dựa theo bộ dữ liệu thu thập và được cập nhật hàng tháng. Hệ thống xếp hạng bao gồm 210 danh mục trang web và ứng dụng ở 190 quốc gia, được thiết kế để ước tính mức độ phổ biến và tiềm năng phát triển cho trang web.
Similarweb xếp hạng các website dựa trên dữ liệu về lưu lượng truy cập và mức độ tương tác, đồng thời xếp hạng các ứng dụng trong App Store (iOS/iPadOS) và Google Play dựa trên số lượt cài đặt và dữ liệu người dùng đang hoạt động.